# Karl von Gerlach

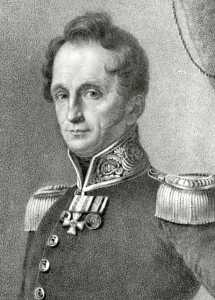
Karl von Gerlach

Karl Johann Heinrich Eduard Gerlach, seit 1840 von Gerlach, (* 30. Dezember 1792 in Neuwedell; † 14. August 1863 in Booßen) war Berliner Polizeipräsident und wurde 1834 für seine Dienste zum Berliner Ehrenbürger ernannt.

## Leben
Der Protestant Karl Gerlach war der Sohn des Justizrats Karl Gerlach und dessen Ehefrau Eleonore, geborene Stegmann. Nach seinem Schulabschluss studierte er in Frankfurt (Oder) und Berlin Rechtswissenschaften. Mit der Beendigung seiner Studien trat er im Jahr 1814 in den preußischen Staatsdienst ein, wo er als Referendar in der Regierung, bei der Polizeiintendantur und in der Steuer- und Gewerbedirektion Beschäftigung fand. 1821 wurde er als Leutnant zur Dienstleistung in das Kriegsministerium versetzt, dem er zuletzt als Geheimer Kriegsrat angehörte.
Zum 1. April 1832 besetzte Gerlach dann in Berlin die Stellung als Polizeipräsident, die er nahezu sieben Jahre innehaben sollte. Mit Allerhöchster Kabinettsorder (AKO) vom 5. Januar 1839 wurde ihm im Weiteren das Amt des Regierungspräsidenten und somit die Leitung der Königlich Preußischen Regierung in Köln übertragen, welche er am 8. Februar antrat. Am 24. Januar 1843 verfügte er die Unterdrückung der Rheinischen Zeitung.  In unveränderter Stellung erhielt er mit AKO vom 14. Mai 1844 die Versetzung an die Regierung in Erfurt (definitive Ernennung am 1. Juli 1844), wo er schließlich zum 1. Juli 1845 auch in den Ruhestand trat.  Seine letzten Lebensjahre verbrachte er in Frankfurt (Oder). Seitens des preußischen Königs wurde er am 15. Oktober 1840 mit der Erhebung in den erblichen Adelsstand geehrt.

### Familie
Gerlach heiratete am 28. März 1824 in Berlin Regine Pauline Lütcke (1805–1880). Sie war eine Tochter des Berliner Stadtrats und Hutfabrikanten Johann Ferdinand Lütcke und dessen Ehefrau Sabine Regine, geborene Degner. Das Paar hatte mehrere Kinder:
- Clara Pauline Johanna (* 13. März 1825; † 1895) ⚭ 1854 Gustav Walter von Rheinbaben (1817–1866), Eltern des Ministers Georg von Rheinbaben
- Marie (1826–1831)
- Emilie Henriette Ferdinandine (* 28. November 1827) ⚭ 1850 Dr. phil. Wilhelm Linau († 1888)
- Paul (1829–1859), preußischer Regierungsassessor ⚭ 1856 Marianne Karbe (1834–1890)
- Max (1832–1909), Gutsherr und Landesältester ⚭ 1861 Welly Peyer (1837–1899), Eltern von Hellmut von Gerlach
- Heinrich Eduard Karl (* 8. Januar 1833; † 19. September 1859)
- Eleonore Charlotte Elisabeth (1835–1859)
- Anna (1838–1919) ⚭ 1865 Adolf von Hertzberg (1820–1910), preußischer Generalleutnant
- Franz (1840–1917), Landesökonomierat ⚭ 1876 Anna von Arnim (1856–1929)
- Hermine (1845–1873) ⚭ 1866 Hugo von Strempel (1831–1897), preußischer General der Infanterie